# Sergio Rico
Sergio Rico González (sinh ngày 1 tháng 9 năm 1993) là một cầu thủ bóng đá chuyên nghiệp người Tây Ban Nha hiện đang chơi ở vị trí thủ môn cho câu lạc bộ Paris Saint-Germain.
Rico trưởng thành từ lò đào tạo của Sevilla. Tại đây, anh ra sân tổng cộng 170 trận và giành hai danh hiệu Europa League. Anh gia nhập Paris Saint-Germain vào năm 2019, ban đầu dưới dạng cho mượn.
Rico ra mắt đội tuyển Tây Ban Nha vào năm 2016 và có tên trong danh sách tham dự EURO 2016 tại Pháp.

## Sự nghiệp câu lạc bộ
Rico sinh ra ở Seville, Andalusia. Anh chơi bóng đá trẻ với Sevilla FC, dành nhiều mùa giải đầu tiên của mình với tư cách là một cầu thủ dự bị trong Segunda División B. Vào ngày 1 tháng 7 năm 2013, anh đã ký hợp đồng 2 năm với câu lạc bộ.
Vào ngày 14 tháng 9 năm 2014, bị thương từ Beto và Mariano Barbosa, Rico đã có trận đấu đầu tiên và La Liga, bắt đầu từ trận thắng 2-0 trước Getafe CF. Bốn ngày sau, anh xuất hiện lần đầu tại UEFA Europa League, chơi hết 90 phút trong một trận đấu thành công với Feyenoord cho cùng một đường chuyền.
Vào tháng 12, Rico đã được thăng cấp lên đội hình chính, vượt qua Barbosa theo thứ tự. Vào ngày 16, ông gia hạn hợp đồng với Rojiblancos, ký kết cho đến năm 2017 và được trao giải cho một đội với đội đầu tiên trong chiến dịch sau. Anh đã kết thúc mùa giải với 37 lần ra sân bao gồm 11 trận tại Europa League, kết thúc với chiến thắng 3-2 trước FC Dnipro Dnipropetrovsk trong trận chung kết. 
Vào năm 2015-16, Rico đã thi đấu trong giải đấu trên sân của Sevilla tại Champions League, nhưng David Soria đã bị thay thế bởi đồng đội David Soria khi đội giành được danh hiệu Europa League thứ ba liên tiếp.

## Thống kê sự nghiệp

### Câu lạc bộ
Tính đến ngày 17 tháng 3 năm 2017
| Câu lạc bộ          | Mùa giải            | Giải đấu | Giải đấu | Cúp quốc gia | Cúp quốc gia | Châu Âu | Châu Âu | Khác | Khác | Tổng cộng | Tổng cộng |
| Câu lạc bộ          | Mùa giải            | Trận     | Bàn      | Trận         | Bàn          | Trận    | Bàn     | Trận | Bàn  | Trận      | Bàn       |
| ------------------- | ------------------- | -------- | -------- | ------------ | ------------ | ------- | ------- | ---- | ---- | --------- | --------- |
| Sevilla             | 2014–15             | 21       | 0        | 5            | 0            | 11      | 0       | 0    | 0    | 37        | 0         |
| Sevilla             | 2015–16             | 34       | 0        | 5            | 0            | 6       | 0       | 0    | 0    | 45        | 0         |
| Sevilla             | 2016–17             | 35       | 0        | 1            | 0            | 8       | 0       | 3    | 0    | 36        | 0         |
| Sevilla             | Tổng cộng           | 90       | 0        | 11           | 0            | 25      | 0       | 3    | 0    | 139       | 0         |
| Tổng cộng sự nghiệp | Tổng cộng sự nghiệp | 90       | 0        | 11           | 0            | 25      | 0       | 3    | 0    | 139       | 0         |

## Danh hiệu
Sevilla
- UEFA Europa League: 2014–15,[5] 2015–16[6]

Paris Saint-Germain
- Ligue 1: 2019–20,[7] 2021–22,[8] 2022–23
- Coupe de France: 2019–20,[9] 2020–21[10]
- Coupe de la Ligue: 2019–20[11]
- Trophée des Champions: 2020[12]